# Indigofera malongensis
Indigofera malongensis là một loài thực vật có hoa trong họ Đậu. Loài này được Cronquist miêu tả khoa học đầu tiên.